# Nadseja Pissarawa
Nadseja Michailauna Pissarawa (belarussisch Надзея Міхайлаўна Пісарава, auch russisch Надежда Михайловна Писарева Nadeschda Michailowna Pissarewa, englisch Nadzeya Pisarava – Nadezhda Pisareva; * 5. Juli 1988 in Kingissepp, damals Oblast Leningrad, Sowjetunion) ist eine belarussische, zuvor russische, Biathletin.

## Karriere
Nadseja Pissarawa gehörte für die Saison 2010/11 zunächst zum russischen B-Kader, wechselte aber noch vor Beginn der Wettbewerbe zum belarussischen Team. In Beitostølen gab sie zu Saisonbeginn ihr internationales Debüt im IBU-Cup und gewann als 26. des Sprints sogleich Punkte. Es folgte das Weltcupdebüt beim ersten Saisonrennen, einem Einzel, in Östersund, bei dem sie als 42. um zwei Ränge den ersten Gewinn von Weltcuppunkten verpasste. Im darauf folgenden Sprint wurde sie 41. und verpasste damit nur noch um einen Rang ihren ersten Punkt. In Hochfilzen kam sie nur im Staffelrennen zum Einsatz, erreichte dort mit Ljudmila Kalintschyk, Darja Domratschawa und Nadseja Skardsina als Siebte erstmals ein Top-Ten-Resultat. Besonders erfolgreich verlief das Weltcup-Wochenende in Oberhof. Zunächst erreichte sie mit Skardsina, Domratschawa und Kalintschyk mit Rang drei eines der besten belarussischen Staffelergebnisse seit Jahren und zudem ihre erste Podestplatzierung. Im Sprint konnte sie als 35. erstmals Weltcuppunkte gewinnen. Eine Woche später verpasste sie als 41. des Einzels von Ruhpolding erneut um nur einen Rang weitere Weltcuppunkte. Nachträglich rutschte sie jedoch bei beiden Rennen aufgrund einer Dopingdisqualifikation noch um einen Rang nach oben. Bei ihren ersten Weltmeisterschaften 2011 im russischen Chanty-Mansijsk konnte sie, nach dem 64. Platz im Sprint, beim Staffelrennen gemeinsam mit Skardsina, Domratschawa und Kalintschyk die Bronzemedaille gewinnen. Nachdem sie die anschließende Saison 2011/12 ausließ, startete Pissarawa mit einem 74. Platz beim Sprint in Östersund in die folgende Saison, nachdem sie das zwei Tage vorher stattfindende Einzelrennen nicht beendete. Nach fehlerfreiem Schießen konnte sie mit dem 20. Platz im Sprint ihr bisher bestes Weltcupresultat in Oslo feiern. Bei den Olympischen Winterspielen 2014 erreichte sie mit der belarussischen Staffel den 5. Platz. Im Einzel wurde Pissarawa 35.
In die Saison 2014/15 startete Nadseja Pissarawa in Östersund unter anderem mit einem 20. Platz im Sprint und einem 21. Platz in der Verfolgung. Auch der weitere Saisonverlauf verlief für die Belarussin erfolgreich. Nach drei weiteren Podiumsplätzen mit der belarussischen Damenstaffel (2. in Hochfilzen, 3. in Oberhof, 2. in Ruhpolding), sowie ihren beiden besten Einzelresultate (jeweils 18. beim WM-Einzel in Kontiolahti und Sprint in Chanty-Mansijsk), beendete sie die Saison als 40. des Gesamtweltcups. In den folgenden Jahren konnte Pissarawa nicht mehr an ihre Erfolge anknüpfen und ihre Platzierungen stagnierten meist jenseits der Top 40. Im Februar 2018 nahm sie an den Olympischen Winterspielen in Pyeongchang teil, bei denen sie am Sprintrennen teilnahm. Nach dem 52. Rang dort qualifizierte sie sich für das anschließende Verfolgungsrennen, bei dem sie 44. wurde. Ihr bis dato letztes Rennen bestritt Pissarawa bei den Wettkämpfen im russischen Tjumen, bei dem sie 65. im Sprint wurde.

## Statistiken

### Platzierungen im Biathlon-Weltcup
Die Tabelle zeigt alle Platzierungen (je nach Austragungsjahr einschließlich Olympische Spiele und Weltmeisterschaften).
- 1.–3. Platz: Anzahl der Podiumsplatzierungen
- Top 10: Anzahl der Platzierungen unter den ersten zehn (einschließlich Podium)
- Punkteränge: Anzahl der Platzierungen innerhalb der Punkteränge (einschließlich Podium und Top 10)
- Starts: Anzahl gelaufener Rennen in der jeweiligen Disziplin
- Staffel: inklusive Mixed- und Single-Mixed-Staffeln

| Platzierung         | Einzel | Sprint | Verfolgung | Massenstart | Staffel | Gesamt |
| ------------------- | ------ | ------ | ---------- | ----------- | ------- | ------ |
| 1. Platz            |        |        |            |             |         |        |
| 2. Platz            |        |        |            |             | 2       | 2      |
| 3. Platz            |        |        |            |             | 3       | 3      |
| Top 10              |        |        |            |             | 22      | 22     |
| Punkteränge         | 2      | 17     | 7          |             | 27      | 53     |
| Starts              | 12     | 42     | 18         |             | 27      | 99     |
| Stand: Karriereende |        |        |            |             |         |        |

### Olympische Winterspiele
Ergebnisse bei Olympischen Winterspielen:
|                                             | Einzelwettbewerbe | Einzelwettbewerbe | Einzelwettbewerbe | Einzelwettbewerbe | Staffelwettbewerbe | Staffelwettbewerbe |
| Sprint                                      | Verfolgung        | Einzel            | Massenstart       | Damenstaffel      | Mixedstaffel       |                    |
| ------------------------------------------- | ----------------- | ----------------- | ----------------- | ----------------- | ------------------ | ------------------ |
| Olympische Winterspiele 2014 \| Sotschi     | –                 | –                 | 35.               | –                 | 5.                 | –                  |
| Olympische Winterspiele 2018 \| Pyeongchang | 52.               | 44.               | –                 | –                 | –                  | –                  |

## Privates
Am 9. Juni 2018 heiratete Pissarawa ihren Freund Andrey Shatokin, der Skitechniker bei der russischen Biathlonmannschaft ist, in St. Petersburg.